# 送行狐
《送行狐》是群馬縣桐生市梅田町淺部字栗生所流傳妖狐的童話。

## 故事內容
很久很久以前，這個地方住著一隻妖狐，牠在每天的夜晚會變成獨眼小和尚或是大入道來對人們造成威脅。因此有些人被這些妖怪給嚇出病來，睡覺時也睡不好。
某天夜晚有個山伏正在趕夜路，狐狸就變成一棵大樹擋住他的去路。山伏一看就識破是狐狸的作為，就用法術攻破這障礙而順利的通過了。
狐狸就這樣被山伏定在那裡而不能動，隔天早上才被人們發現，牠被綁起來了。大家對於他的變身惡作劇怨聲載道，並提議要「把牠做成狐狸湯」，就在此時山伏來了，他就告誡狐狸說「只要你做好事就可以原諒你，不過千萬不要再做壞事！」。並且要狐狸，幫助在夜間走路的人們，因此狐狸被饒了一命而回到山裡去。
從此之後，狐狸就成為夜路的守護神，讓人們不會迷路還有遭遇危險，用看不到形體，也聽不到的聲音來引道來往的路人，並將他們平安的送到。從此之後，在那個附近的任何人在走夜路的時候都不會迷路，被送的人們為了表達感謝之意，供奉了狐狸愛吃的油豆腐和紅飯。但不知道是誰開始將狐狸給稱為「送行狐」。